# 成蹊高等学校 (旧制)
旧制成蹊高等学校（きゅうせい せいけいこうとうがっこう）は、1925年（大正14年）2月、東京府北多摩郡武蔵野村（現在の東京都武蔵野市）に設立された私立の旧制7年制高等学校である。写真は、現存する旧制高校時代の建造物の一つである。
| 成蹊高等学校 | 成蹊高等学校                  |
| ------------ | ----------------------------- |
| 創立         | 1925年                        |
| 所在地       | 東京府北多摩郡武蔵野村        |
| 廃止         | 1950年                        |
| 後身校       | 成蹊大学 成蹊中学校・高等学校 |
| 同窓会       | 成蹊会                        |

## 概要
- 教育者の中村春二が設立した成蹊学園を設置者（経営母体）に、改正高等学校令により設立された。私立の旧制高等学校としては（旧制）武蔵高等学校に次いで2番目の設立である。
- 旧制中学校に相当する修業年限4年の尋常科、大学予科相当の文科・理科からなる3年の高等科が設置された7年制旧制高等学校である。
- 開校時は白線帽や高下駄、マントの着用を認めず、海軍将校型の制服・制帽、黒革靴、トレンチコート型の外套を採用したが[1]、生徒たちの白線帽へのあこがれは強く、1940年に規定を改めて高等科生徒については白線帽とマントの着用を認めた[2]。
- 現在の新制成蹊大学および新制成蹊中学校・高等学校の構成母体となった。

## 沿革

### 設立の背景
成蹊高等学校は、明治末期〜大正期の教育者である中村春二が、三菱財閥総帥の岩崎小弥太、今村銀行（第一銀行と合併）頭取の今村繁三の協力を得て創設した私塾「成蹊園」を源流に、1912年（明治45年）4月に設立された「成蹊実務学校」を母体として設立された。中村が設立を目前にして1924年に死去したため、成蹊高校の設置者（経営団体）となったのは、中村が1919年（大正7年）に設立した財団法人成蹊学園（現在の学校法人成蹊学園）である。成蹊高校開校にあたり、三菱合資会社（後に三菱本社）社長であり、成蹊学園初代理事長だった岩崎小弥太が多大な支援を行い、実務学校の所在地であった池袋からの移転先として現在地の吉祥寺を選定するとともに、当地に所有していた1万余坪の農園と、新たに購入した隣接する8万余坪の広大な土地を併せ、個人的に成蹊学園に寄附した。

### 進学状況
成蹊高校は官立校が殆どであった旧制高等学校のなかで、全国でも4校しかない私立の7年制（尋常科4年＋高等科3年）旧制高校の一つであった。設立当初の学級定員は1学級30名とし、尋常科は1学年1学級、高等科は文科・理科に分かれ1学年各1学級から構成されるなど、少数教育重視の方針を取っていた。このうち高等科は履修する第1外国語により、文科甲類（英語）・文科乙類（ドイツ語）・理科甲類（英語）・理科乙類（ドイツ語）と細分された。開校時は海軍将校型の制服と制帽を採用し、白線帽やマントの着用は認められていなかったが、生徒からの要望が強かったため、1940年から白線帽とマントの着用が認められた。
運営母体の成蹊学園は既設の学校として旧制の成蹊小学校を有しており、先述の少数教育主義を背景に、尋常科への入学者は成蹊小学校、高等科への入学者は尋常科からの内部進学者を中心に選抜された。加えて当時の制度上、高等科の卒業生はほぼいずれかの帝国大学に進学が可能であったため、成蹊小学校への入学が帝国大学への進学に直結することとなり、人気を集めた。ただし、実際には1928年から1938年までにおける成蹊高校卒業生の東京帝国大学への進学率は38％。私立大学や私立専門学校に進学した者も多く、生徒の学力差にはかなりばらつきがあった。
| 進学先／卒業年次 | 1935年 | 1936年 | 1937年 | 1938年 | 1939年 | 1940年 | 1941年 | 1942年 | 1943年 |
| ---------------- | ------ | ------ | ------ | ------ | ------ | ------ | ------ | ------ | ------ |
| 東京帝国大学     | 27名   | 20名   | 14名   | 16名   | 29名   | 31名   | 25名   | 38名   | 34名   |
| 京都帝国大学     | 4名    | 1名    | 10名   | 9名    | 5名    | 5名    | 13名   | 7名    | 10名   |
| 他の帝国大学     | 2名    | 8名    | 5名    | 3名    | 3名    | 3名    | 5名    | 7名    | 22名   |
| 官公私立大学     | 17名   | 17名   | 21名   | 25名   | 22名   | 16名   | 17名   | 67名   | 6名    |
| 未定             | 11名   | 11名   | 7名    | 4名    | 6名    | 8名    | 3名    | 2名    | 0名    |
| 卒業生数         | 61名   | 57名   | 60名   | 57名   | 65名0  | 63名   | 63名   | 121名  | 72名   |

### 新制学校への継承
学制改革に際しては、高等科は新制成蹊大学へ、尋常科は新制成蹊中学・高校へそれぞれ移行したと考えるのが一般的である。

### 年表
- 1906年 - 中村春二が今村繁三の支援を受けて池袋に私塾を開設。
- 1907年 - 岩崎小弥太が支援に加わり、私塾を「成蹊園」と改称。
- 1912年4月 - 成蹊実務学校設立（1927年閉校）。
- 1914年4月 - 成蹊中学校設立。
- 1917年4月 - 成蹊実業専門学校設立（1925年閉校）。
- 1919年1月 - 財団法人成蹊学園設立。
- 1924年 - 吉祥寺の現在地に移転。
- 1925年2月7日 - 成蹊高等学校の設立。
- 1927年 - 「成蹊の歌」（作詞：志田義秀・作曲：信時潔）制定
- 1929年3月 - 成蹊中学校閉校（7年制高校に移行）。
- 1937年 - 明正学寮完成、成蹊会（同窓会）結成。
- 1938年 - 緑蔭堂文庫（図書館）開設。
- 1940年 - 高等科生徒の白線帽とマントの着用許可。
- 1949年4月 - 成蹊大学（新制）開校。
- 1950年3月 - 旧制成蹊高等学校の廃止。

## 歴代校長
- 浅野孝之（1925年4月～1937年8月）
- 土田誠一（1937年9月～1945年10月）
- 松岡梁太郎（1945年10月～1946年8月）[5]
- 清水護（1946年8月～1948年3月）
- 乙骨五郎（1948年4月～1950年3月）

## 著名な出身者
以下、五十音順。

### 政治・行政
- 安倍基雄　元衆議院議員 / 安倍源基の子息
- 鮎川金次郎　元参議院議員 / 鮎川義介の子息
- 太田新生　元駐リビア大使 / 縫田曄子の兄
- 河野義克　元国立国会図書館長、元参議院事務総長
- 黒田能行　元衆議院決算委員会（現・決算行政監視委員会）調査室長、元衆議院国家公務員労働組合委員長
- 佐々淳行　評論家、内閣安全保障室元室長、防衛施設庁元長官
- 米田昭　公安調査庁元長官

### 法曹
- 石田穣一　東京高等裁判所元長官、沖縄キリスト教短期大学元教授

### 実業
- 鮎川弥一　テクノベンチャー創業者 / 鮎川義介の子息
- 荒木浩　東京電力元会長
- 有吉煕　三菱重工業元常務取締役
- 石川六郎　鹿島建設元会長、日本商工会議所元会頭
- 岩崎寛弥　東山農事社長、三菱銀行元取締役 / 岩崎弥太郎家当主
- 相賀徹夫　小学館相談役（元社長）
- 緒方四十郎　日本銀行元理事、日本開発銀行元副総裁
- 岸暁　東京三菱銀行元頭取、成蹊学園理事長
- 黒澤洋　日本興業銀行元頭取
- 住田正二　東日本旅客鉄道（JR東日本）元社長、元運輸事務次官
- 槙原稔　三菱商事相談役（元会長）
- 宮本保孝　信金中央金庫元理事長
- 石黒孝次郎　三日月社長

### 学術
- 石坂公成　免疫学 / アレルギー研究の世界的権威（文化勲章受章）
- 石田雄　政治学、東京大学名誉教授
- 伊藤滋　都市計画家、早稲田大学特命教授、慶應義塾大学大学院客員教授、東京大学名誉教授
- 井上光貞　日本古代史、東京大学名誉教授
- 岩崎英二郎　ドイツ語学、慶應義塾大学名誉教授 / 岩崎弥之助の孫
- 岩田行一　ドイツ文学、東京都立大学 (1949-2011)名誉教授
- 岡田英弘　中国史・満州史・モンゴル史・日本古代史、東京外国語大学名誉教授
- 児玉幸多　日本近世史、学習院大学元学長、学習院女子短期大学元学長
- 後藤英一　情報処理学、東京大学名誉教授 / パラメトロンの発明者
- 霜山徳爾　臨床心理学、上智大学名誉教授 / ヴィクトール・フランクル『夜と霧』の訳者
- 高山英華　都市計画家、建築家、東京大学工学部名誉教授
- 中屋健一  米国史、東京大学名誉教授
- 中村浩　微生物学、九州大学・共立女子大学教授 / 成蹊学園創立者・中村春二の次男
- 西原春夫　刑法学、早稲田大学元総長、学校法人国士舘元理事長
- 野田一夫　経営学、多摩大学現学長代行
- 埴原和郎　人類学、東京大学名誉教授、国際日本文化研究センター名誉教授
- 増渕興一　溶接学、マサチューセッツ工科大学名誉教授 / アポロ計画に参画
- 毛利秀雄　生物学、東京大学名誉教授
- 山田爵　フランス文学、東京大学名誉教授
- 由良君美　英文学、東京大学教授
- 米川伸一　経営史、一橋大学名誉教授

### 文化
- 有馬頼義　小説家、第31回直木賞受賞
- 大江宏　建築家、法政大学名誉教授
- 加古里子　児童文学作家
- 小林彰太郎　現・二玄社CAR GRAPHIC編集顧問。日本における自動車評論家の草分け
- 坂本藤良　経済評論家
- 中河原理　音楽評論家、朝日新聞記者
- 平山亨　映画監督、テレビプロデューサー
- 前田透　歌人
- 宮脇俊三　作家
- 山本義正　著述家 / 山本五十六の子息